# Porphyrio martinica
El calamoncillo americano  (Porphyrio martinica), también conocido como pollona azul, pollo azul, gallito azul (Venezuela), gallereta azul, gallareta azul,  gallareta morada, gallineta morada, tingua azul (Colombia, nombre de origen muisca), tagüita purpúrea y calamón de la Martinica, es una especie de ave gruiforme de la familia de los rálidos que habita en pantanos y zonas húmedas de América. Esta especie se clasificó antes en el género Porphyrula, pero más tarde este género se determinó que era sinónimo de Porphyrio. En 2016 se corrigió el  específico de martinicus a martinica. Ponen en monte.

## Características
Es de tamaño mediano, inconfundible por sus grandes patas amarillas, plumaje púrpura azulado con verde en la parte posterior y el pico rojo y amarillo. Tiene un escudo frontal azul pálido con la parte inferior blanca. Las aves juveniles son de color castaño en lugar de púrpura y los polluelos de color negro.

## Historia natural
Su hábitat de cría son los pantanos tropicales del sudeste de los Estados Unidos, Centroamérica, el Caribe y Sudamérica. 
El nido es una estructura flotante en una zona inundada. Pone de cinco a diez huevos de color crema con manchas color castaño que tardan entre 25 y 30 días para eclosionar. 
La dieta es omnívora, incluye variedad de plantas y materia animal, incluso semillas, hojas y frutas de plantas acuáticas y terrestres, así como insectos, moluscos, y peces. También puede predar sobre huevos y polluelos de otras aves. 
Esta especie es accidental en Europa Occidental. Hay una especie similar en el Viejo Mundo, Porphyrio porphyrio, pero es un ave de un tamaño mucho mayor.